# Nicolae Botea (matematician)
Nicolae G. Botea (n. 1908 – d. 1937) a fost un matematician român, cu preocupări în domeniul analizei matematice și teoriei funcțiilor.
A studiat în București, unde a locuit pe Calea Floreasca. În perioada liceului a fost membrul al „Societății Științifice Dimitrie Cantemir”. După finalizarea studiilor a avut o activitate de numai cinci ani, din cauza morții sale premature provocată de o boală incurabilă, la numai 29 de ani. Au rămas puține fragmente din scrierile sale.
S-a remarcat și ca strălucit corespondent al revistelor de profil din țară. A publicat articole originale de matematică numeroase în revistele românești și străine și a fost redactor principal al revistei Curierul Matematic,  pe care a fondat-o în 1925 – pe vremea când era elev în clasa a VII-a la Liceul „Dimitrie Cantemir” - împreună cu colegii săi O. Bologiu și I. Fântâneanu (pe atunci fost elev al liceului și student-inginer la Școala Politehnică din București).
S-a ocupat de teoria funcțiilor și cu generalizarea ecuației cu derivate parțiale de ordinul al III-lea, considerată de Pierre Humbert. A generalizat teorema lui Dimitrie Pompeiu relativă la forma reciprocă a teoremei creșterilor finite pentru funcțiile olomorfe.